# SN 2004cm
SN 2004cm – supernowa typu II-P odkryta 24 marca 2004 roku w galaktyce NGC 5486. W momencie odkrycia miała maksymalną jasność 18,80m.